# Cami (cantante)
Cami, pseudonimo di Camila Anastasia Gallardo Montalva (Viña del Mar, 2 novembre 1996), è una cantante cilena.

## Biografia
Originaria di Viña del Mar, ha provato un interesse musicale dall'età di sei anni, dopo aver iniziato a suonare il flauto traverso. Nel 2015 ha preso parte alla versione cilena di The Voice, riuscendo a superare le semifinali e classificandosi 2ª in finale.
Ha in seguito firmato un contratto con la divisione locale dell'Universal, attraverso la quale è stato messo in commercio il primo album in studio Rosa, che per aver venduto 55 000 vendite fisiche a livello nazionale è stato certificato undici volte platino dalla Sociedad de Productores Fonográficos y Videográficos de Chile. Il disco è stato promosso dall'omonimo tour con date fra Argentina, Cile e Spagna, e ha frutatto all'artista due candidature ai Latin Grammy.
Nel 2020 ha inciso con Lasso le collaborazioni Odio que no te odio e Con las ganas, che hanno rispettivamente ottenuto la certificazione di platino e quella di platino e oro dalla Asociación Mexicana de Productores de Fonogramas y Videogramas per un totale di 150 000 unità certificate combinate in Messico. Il secondo disco della cantante, intitolato Monstruo e uscito nel medesimo anno, ha conquistato una candidatura ai Grammy Award. Dal punto di vista commerciale, ha raggiunto la vetta della classifica degli album in Argentina e ha esordito all'82ª posizione di quella della Productores de Música de España.
Nell'ambito dei Premios Pulsar, promossi dalla Sociedad Chilena de Autores e Intérpretes Musicales, ha trionfato quattro volte.

## Discografia

### Album in studio
- 2018 – Rosa
- 2020 – Monstruo
- 2022 – Anastasia

### Album dal vivo
- 2024 – Anna el show

### EP
- 2019 – Monstruo (pt. 1)
- 2023 – Anna Vol.1 los amantes

### Singoli
- 2016 – Más de la mitad
- 2017 – Abrázame
- 2017 – Un poco más
- 2018 – Ven
- 2018 – No es real (feat. Antonio José)
- 2019 – Un millón como tú (con Lasso)
- 2019 – La entrevista
- 2019 – He venido por ti
- 2019 – Aquí estoy
- 2019 – Codependientes
- 2019 – La despedida
- 2020 – Odio que no te odio (con Lasso)
- 2020 – Funeral (feat. Wos)
- 2020 – Con las ganas (con Lasso)
- 2020 – Big Bang
- 2020 – Huellas
- 2020 – Normal mujer (con Francisca Valenzuela)
- 2020 – Que bailen (con Alba Reche)
- 2021 – Luna
- 2021 – Perreo pa las nenas
- 2021 – Mía
- 2021 – Hallelujah
- 2021 – Poca fe
- 2022 – El peor
- 2024 – Qué bueno que llegaste (con Bronko Yotte)
- 2024 – Será (con Bronko Yotte)
- 2024 – Quiero toda mi vida de vuelta